# Pyresthesis
Pyresthesis Butler, 1879 è un genere di ragni appartenente alla famiglia Thomisidae.

## Distribuzione
Le due specie attribuite a questo genere sono state rinvenute in luoghi molto distanti: la P. berlandi in America meridionale (Guyana) e la P. laevis in Madagascar

## Tassonomia
Non sono stati esaminati esemplari di questo genere dal 1947.
A dicembre 2014, si compone di due specie:
- Pyresthesis berlandi Caporiacco, 1947 — Guyana
- Pyresthesis laevis (Keyserling, 1877)[2] — Madagascar